# Massacre de Solenzo
Le massacre de Solenzo a lieu les 10 et 11 mars 2025, pendant l'insurrection djihadiste au Burkina Faso. Il est commis par des miliciens des Volontaires pour la défense de la patrie (VDP) qui assassinent au moins plusieurs dizaines de civils peuls dans plusieurs localités autours de Solenzo.

## Déroulement
Les 10 et 11 mars 2025, les miliciens des Volontaires pour la défense de la patrie (VDP) et les militaires des Forces armées du Burkina Faso mènent plusieurs raids dans des localités situées autour de Solenzo, entre Bobo-Dioulasso et Nouna, dans l'ouest du pays,. D'après une source locale de l'AFP : « Début mars, il y a eu une attaque dans la zone et on a accusé les Peuls d'avoir hébergé les terroristes qui l’ont commise. Les populations ont demandé aux Peuls de quitter les lieux pour éviter des représailles. C’est ainsi qu’ils ont décidé de partir en direction de la Côte d’Ivoire avec leurs troupeaux, explique la source locale contactée par l’AFP. C’est pendant qu’ils quittaient Solenzo qu’ils ont été rattrapés par les soldats du 18e BIR et des VDP ».
De nombreuses vidéos des tueries sont diffusées par les assaillants, qui appartiennent « Groupe d'autodéfense de Mahouna » et aux « Forces rapides de Kouka ». D'après RFI : « Les images qui circulent sur les réseaux sociaux sont très dures. Des hommes armés enjambent des dizaines de corps, soit ligotés, soit abattus, sans autre forme de procès. Couché à même le sol contre un de ses parents, on aperçoit un bébé de quelques mois qui semble hurler à gorge déployée, la bouche dans la latérite ». France 24 rapporte que les images montrent « des enfants, des vieillards, des familles entières [...] assassinés, côtoyant les vivants dans un spectacle de désolation ». Selon le journaliste Wassim Nasr, les vidéos montrent des scènes d'« un niveau de désinhibition inégalé », avec « des tas de corps mélangés entre vivants, blessés et morts », alors que « les images ont été tournées par les assassins » qui se vantent de leurs exactions.
Selon Human Rights Watch, « la plupart des victimes qui apparaissent dans ces vidéos semblent appartenir à une communauté spécifique, les Peuls. Les propos tenus par les individus armés qui filment leurs propres exactions vont bien au-delà du discours de haine ».
Dans un communiqué publié le 15 mars, le gouvernement burkinabé nie que ses forces soient impliquées dans le massacre. Il qualifie les vidéos de « vaste campagne de désinformation (...) pour discréditer nos vaillants combattants et faire peur aux paisibles populations ». Selon sa version, lors d'une riposte opérée à la suite d'une attaque djihadiste, les VDP appuyés par les forces de sécurité ont « découvert des familles composées de femmes, d’enfants et de vieilles personnes que les terroristes ont tenté d’utiliser comme bouclier humain ». 
De leur côté, les djihadistes du Groupe de soutien à l'islam et aux musulmans diffusent des images de rescapés du massacres, qu'ils annoncent avoir recueilli.
Dans un rapport paru en mai 2025, Human Rights Watch parle de « massacres ethniques » commis par les VDP et les forces armées et décompte au moins 100 morts.

## Bilan humain
Aucun bilan n'est communiqué par la junte burkinabée. À la date du 16 mars, laria Allegrozzi, chercheuse au sein de la division Afrique de Human Rights Watch déclare : « Nous avons dénombré au moins 58 morts dans les vidéos. Ce qui est une sous-estimation, car les corps étant empilés les uns sur les autres, il a été difficile de les compter ».

## Vidéographie
- [vidéo] Jusqu'où ira la violence au Burkina Faso ?, France 24, 17 mars 2025.
- [vidéo] Burkina Faso : les dessous de l'attaque de Diapaga, France 24, 10 avril 2025.